# Karolin (Pińsk)
Karolin (jid. i ros. Karlin) – przedmieście Pińska, położone na północny wschód od miasta, wcześniej odrębna miejscowość i jeden z głównych ośrodków rozwoju kultury żydowskiej na Polesiu. 

## Historia
Miasto zostało założone w 1690 przez starostę pińskiego i hetmana wielkiego litewskiego Jana Karola Dolskiego, który ufundował tu kościół oraz klasztor ks. komunistów, pozwalając jednocześnie osiedlać się w miasteczku Żydom. Po jego śmierci w 1695 r. miejscowość odziedziczył zięć Michał Serwacy Wiśniowiecki (1680–1744), który przebudował zamek na rezydencję magnacką otoczoną fosą oraz wałem. W czasie III wojny północnej (1700–1721) w 1706 zamek został zniszczony przez wojska szwedzkie. 
W latach 1770–1782 na terenie Karolna zbudowano kościół pod wezwaniem Karola Boromeusza. W 1799 miasteczko zostało włączone w skład Pińska. 
Z Karolina wywodzi się żydowska dynastia Karlińsko-Stolińska, której założycielem był rabin Aaron HaGadol Wielki z Karlina (1736–1772), autor hymnu szabasowego "Kah Ekhsof".